# Coptobasis monochromalis
Coptobasis monochromalis là một loài bướm đêm trong họ Crambidae.